# Crnići (Čapljina)
Pour les articles homonymes, voir Crnići.
Crnići (en cyrillique : Црнићи) est un village de Bosnie-Herzégovine. Il est situé dans la municipalité de Čapljina, dans le canton d'Herzégovine-Neretva et dans la fédération de Bosnie-et-Herzégovine. Selon les premiers résultats du recensement bosnien de 2013, il compte 34 habitants.

## Histoire

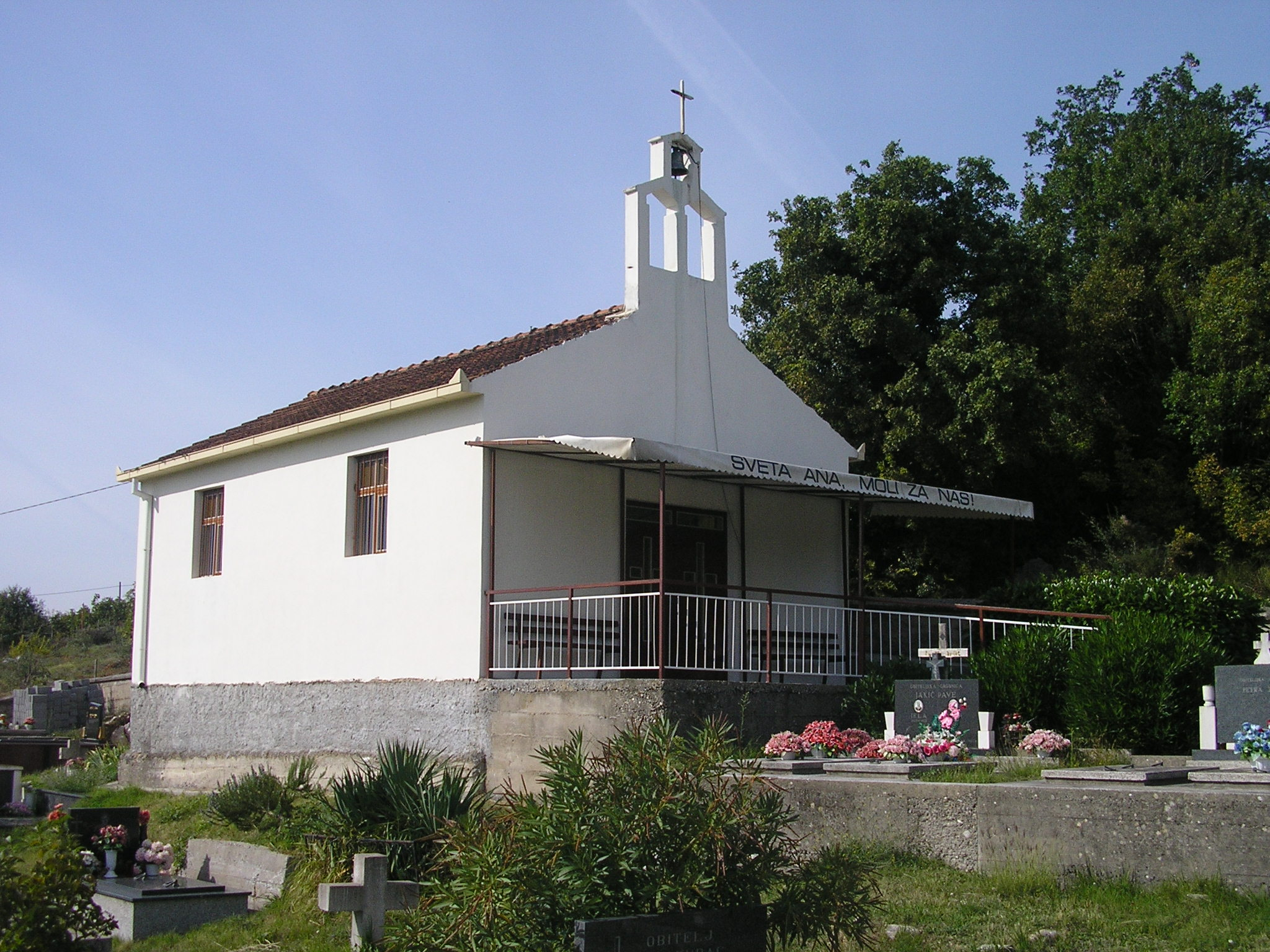
L'église Sainte-Anne de Crnići

## Démographie

### Évolution historique de la population
| 1948 | 1953 | 1961 | 1971 | 1981 | 1991 | 2013 |
| ---- | ---- | ---- | ---- | ---- | ---- | ---- |
| -    | -    | 107  | 109  | 61   | 50   | 34   |

|  |

### Répartition de la population par nationalités (1991)
En 1991, les 50 habitants du village étaient tous croates.